# 欣克勒 (澳大利亞國會選區)
欣克勒選區（英語：Division of Hinkler），是澳大利亞昆士蘭州的下議院選區，包括福瑞沙海岸區政府和班德堡區政府一部。面積3,504平方公里。
選區始於1984年，名字是紀念航空先驅伯特·欣克勒。本區多數時間是國家黨的安全選區。2013年以以來當區議員為基斯・皮特，不過由於皮特於2025年辭職，所以目前是空缺狀態。